# Lista siturilor arheologice din județul Harghita - P
Lista siturilor arheologice din județul Harghita - P conține toate siturile arheologice din județul Harghita înscrise în Repertoriul Arheologic Național (RAN) și aflate în localități al căror nume începe cu litera P. RAN este administrat de Ministerul Culturii și Patrimoniului Național și cuprinde date științifice, cartografice, topografice, imagini și planuri, precum și orice alte informații privitoare la zonele cu potențial arheologic, studiate sau nu, încă existente sau dispărute.
Puteți căuta un sit din localitățile care încep cu litera P folosind formularul de mai jos sau puteți naviga prin toate siturile din județ la Lista siturilor arheologice din județul Harghita.
| Cod RAN                                   | Denumire | Localitate                                  | Adresă                            | Datare                                 | Descoperit | Coordonate                                    | Imagine           | Erori            |
| ----------------------------------------- | --- | ------------------------------------------- | --------------------------------- | -------------------------------------- | ---------- | --------------------------------------------- | ----------------- | ---------------- |
| 83384.02.01 (Cod LMI: HR-I-m-B-12697.02)  | Situl arheologic medieval de la Păuleni-Ciuc - "cartier Delnița" / ansamblu anonim (Categorie: locuire) (Tip: Necropolă)                      | sat Păuleni-Ciuc, comuna Păuleni-Ciuc       |                                   | sec. XIV - XV                          |            |                                               | Încărcați imagine | Raportați eroare |
| 84898.02.02 (Cod LMI: HR-I-m-B-12697.01)  | Situl arheologic medieval de la Păuleni-Ciuc - "cartier Delnița" / ansamblu Așezarea Tordavölgye (Categorie: locuire) (Tip: Așezare)          | sat Păuleni-Ciuc, comuna Păuleni-Ciuc       |                                   | sec. XVII                              |            |                                               | Încărcați imagine | Raportați eroare |
| 83384.01.01 (Cod LMI: HR-I-m-B-12696.02)  | Situl arheologic de la Păuleni-Ciuc - "Dâmbul Cetății" / ansamblu anonim (Categorie: locuire civilă) (Tip: Așezare fortificată)               | sat Păuleni-Ciuc, comuna Păuleni-Ciuc       | Dâmbul Cetății (Várdomb)          | Cucuteni - Ariușd                      | 1956       | 46°24′15″N 25°51′48″E / 46.40417°N 25.86333°E | Încărcați imagine | Raportați eroare |
| 83384.01.02 (Cod LMI: HR-I-m-B-12696.01)  | Situl arheologic de la Păuleni-Ciuc - "Dâmbul Cetății" / ansamblu anonim (Categorie: locuire civilă) (Tip: Așezare fortificată)               | sat Păuleni-Ciuc, comuna Păuleni-Ciuc       | Dâmbul Cetății (Várdomb)          | Wietenberg                             | 1956       | 46°24′15″N 25°51′48″E / 46.40417°N 25.86333°E | Încărcați imagine | Raportați eroare |
| 83384.01.03 (Cod LMI: HR-I-s-B-12696)     | Situl arheologic de la Păuleni-Ciuc - "Dâmbul Cetății" / ansamblu anonim (Categorie: locuire civilă) (Tip: Așezare fortificată)               | sat Păuleni-Ciuc, comuna Păuleni-Ciuc       | Dâmbul Cetății (Várdomb)          | Coțofeni                               | 1956       | 46°24′15″N 25°51′48″E / 46.40417°N 25.86333°E | Încărcați imagine | Raportați eroare |
| 85216.01.01 (Cod LMI: HR-I-s-A-12698)     | Așezarea Latene de la Porumbenii Mari - "Vár" / ansamblu anonim (Categorie: locuire civilă) (Tip: Așezare fortificată)                        | sat Porumbenii Mari, comuna Porumbeni       | Vár                               | geto-dacică sec. I a. Chr. - I p. Chr. |            | 46°16′29″N 25°09′38″E / 46.2747°N 25.1605°E   | Încărcați imagine | Raportați eroare |
| 85225.01.01 (Cod LMI: HR-I-m-B-12699.02)  | Fortificația de la Porumbenii Mici - "Platoul Gallaț" / ansamblu anonim (Categorie: fortificație) (Tip: Fortificație)                         | sat Porumbenii Mici, comuna Porumbeni       | Platoul Gallaț                    | Wietenberg                             |            | 46°15′29″N 25°04′56″E / 46.25799°N 25.08231°E | Încărcați imagine | Raportați eroare |
| 85225.01.02 (Cod LMI: HR-I-m-B-12699.01)  | Fortificația de la Porumbenii Mici - "Platoul Gallaț" / ansamblu anonim (Categorie: fortificație) (Tip: Fortificație)                         | sat Porumbenii Mici, comuna Porumbeni       | Platoul Gallaț                    |                                        |            | 46°15′29″N 25°04′56″E / 46.25799°N 25.08231°E | Încărcați imagine | Raportați eroare |
| 85225.01.03 (Cod LMI: HR-I-m-B-12699.03)  | Fortificația de la Porumbenii Mici - "Platoul Gallaț" / ansamblu anonim (Categorie: fortificație) (Tip: Fortificație)                         | sat Porumbenii Mici, comuna Porumbeni       | Platoul Gallaț                    | sec. VI - VII                          |            | 46°15′29″N 25°04′56″E / 46.25799°N 25.08231°E | Încărcați imagine | Raportați eroare |
| 85350.01.01 (Cod LMI: HR-I-m-B-12700.02)  | Fortificația de la Praid - "Cetatea Rapsonné" / ansamblu anonim (Categorie: fortificație) (Tip: Fortificație)                                 | sat Praid, comuna Praid                     | Cetatea Rapsonné                  | geto-dacică                            |            | 46°35′22″N 25°10′47″E / 46.58953°N 25.17982°E | Încărcați imagine | Raportați eroare |
| 85350.01.02 (Cod LMI: HR-I-m-B-12700.01)  | Fortificația de la Praid - "Cetatea Rapsonné" / ansamblu Cetatea Rapsonné (Categorie: fortificație) (Tip: Fortificație)                       | sat Praid, comuna Praid                     | Cetatea Rapsonné                  | sec. XIII                              |            | 46°35′22″N 25°10′47″E / 46.58953°N 25.17982°E | Încărcați imagine | Raportați eroare |
| 84898.01.01                               | Turnul roman de la Păuleni - "Dealul Silaș" / ansamblu anonim (Categorie: fortificație) (Tip: Turn de piatră)                                 | sat Păuleni, comuna Lupeni                  | Dealul Silaș                      |                                        |            |                                               | Încărcați imagine | Raportați eroare |
| 85029.01.01                               | Tumulii de la Petreni - "Dealul Pietros" / ansamblu anonim (Categorie: descoperire funerară) (Tip: Necropolă tumulară)                        | sat Petreni, comuna Mărtiniș                | Dealul Pietros                    |                                        |            | 46°10′11″N 25°23′23″E / 46.16975°N 25.38965°E | Încărcați imagine | Raportați eroare |
| 85216.02.01                               | Așezarea hallstattiană de la Porumbenii Mari - "Várfele" / ansamblu anonim (Categorie: locuire civilă) (Tip: Așezare)                         | sat Porumbenii Mari, comuna Porumbeni       | Várfele                           | Mediaș                                 |            | 46°15′57″N 25°09′23″E / 46.26597°N 25.15639°E | Încărcați imagine | Raportați eroare |
| 85216.15.01                               | Depozitul (?) de bronzuri de la Porumbenii Mari / ansamblu anonim (Categorie: descoperire izolată) (Tip: Depozit)                             | sat Porumbenii Mari, comuna Porumbeni       |                                   |                                        |            |                                               | Încărcați imagine | Raportați eroare |
| 85216.03.01 (Cod LMI: HR-II-m-A-12929.01) | Ansamblul bisericii medievale reformate din Porumbenii Mari / ansamblu anonim (Categorie: structură de cult/religioasă) (Tip: Biserică)       | sat Porumbenii Mari, comuna Porumbeni       | 202-203, punct Biserica reformată | sec.XIII                               |            | 46°16′32″N 25°08′01″E / 46.27558°N 25.13368°E | Încărcați imagine | Raportați eroare |
| 85216.03.02 (Cod LMI: HR-II-m-A-12929.02) | Ansamblul bisericii medievale reformate din Porumbenii Mari / ansamblu anonim (Categorie: structură de cult/religioasă) (Tip: Zid de incintă) | sat Porumbenii Mari, comuna Porumbeni       | 202-203, punct Biserica reformată | sec.XVII                               |            | 46°16′32″N 25°08′01″E / 46.27558°N 25.13368°E | Încărcați imagine | Raportați eroare |
| 85216.04.01                               | Situl arheologic de la Porumbenii Mari - "Grădina cu cireși" / ansamblu anonim (Categorie: locuire) (Tip: Locuire)                            | sat Porumbenii Mari, comuna Porumbeni       | Grădina cu cireși                 |                                        |            |                                               | Încărcați imagine | Raportați eroare |
| 85216.04.02                               | Situl arheologic de la Porumbenii Mari - "Grădina cu cireși" / ansamblu anonim (Categorie: locuire) (Tip: Locuire)                            | sat Porumbenii Mari, comuna Porumbeni       | Grădina cu cireși                 |                                        |            |                                               | Încărcați imagine | Raportați eroare |
| 85216.04.03                               | Situl arheologic de la Porumbenii Mari - "Grădina cu cireși" / ansamblu anonim (Categorie: locuire) (Tip: Locuire)                            | sat Porumbenii Mari, comuna Porumbeni       | Grădina cu cireși                 |                                        |            |                                               | Încărcați imagine | Raportați eroare |
| 85216.04.04                               | Situl arheologic de la Porumbenii Mari - "Grădina cu cireși" / ansamblu anonim (Categorie: locuire) (Tip: Locuire)                            | sat Porumbenii Mari, comuna Porumbeni       | Grădina cu cireși                 | sec.XIV                                |            |                                               | Încărcați imagine | Raportați eroare |
| 85216.05.01                               | Situl arheologic de la Porumbenii Mari - "Printre pârâuri" / ansamblu anonim (Categorie: locuire) (Tip: sit)                                  | sat Porumbenii Mari, comuna Porumbeni       | Printre pârâuri                   |                                        |            | 46°16′50″N 25°08′26″E / 46.28055°N 25.14047°E | Încărcați imagine | Raportați eroare |
| 85216.05.02                               | Situl arheologic de la Porumbenii Mari - "Printre pârâuri" / ansamblu anonim (Categorie: locuire) (Tip: sit)                                  | sat Porumbenii Mari, comuna Porumbeni       | Printre pârâuri                   | geto-dacică                            |            | 46°16′50″N 25°08′26″E / 46.28055°N 25.14047°E | Încărcați imagine | Raportați eroare |
| 85216.05.03                               | Situl arheologic de la Porumbenii Mari - "Printre pârâuri" / ansamblu anonim (Categorie: locuire) (Tip: sit)                                  | sat Porumbenii Mari, comuna Porumbeni       | Printre pârâuri                   |                                        |            | 46°16′50″N 25°08′26″E / 46.28055°N 25.14047°E | Încărcați imagine | Raportați eroare |
| 85216.05.04                               | Situl arheologic de la Porumbenii Mari - "Printre pârâuri" / ansamblu anonim (Categorie: locuire) (Tip: sit)                                  | sat Porumbenii Mari, comuna Porumbeni       | Printre pârâuri                   |                                        |            | 46°16′50″N 25°08′26″E / 46.28055°N 25.14047°E | Încărcați imagine | Raportați eroare |
| 85216.06.01                               | Situl geto-dacic de la Porumbenii Mari - "Somos" / ansamblu anonim (Categorie: locuire) (Tip: sit)                                            | sat Porumbenii Mari, comuna Porumbeni       | Somos                             | geto-dacică sec. I î.Chr. - I d.Chr.   |            |                                               | Încărcați imagine | Raportați eroare |
| 85216.07.01                               | Situl geto-dacic de la Porumbenii Mari - "Patru fântâni" / ansamblu anonim (Categorie: locuire) (Tip: sit)                                    | sat Porumbenii Mari, comuna Porumbeni       | Patru fântâni                     |                                        |            | 46°17′26″N 25°08′52″E / 46.29061°N 25.14771°E | Încărcați imagine | Raportați eroare |
| 85216.07.02                               | Situl geto-dacic de la Porumbenii Mari - "Patru fântâni" / ansamblu anonim (Categorie: locuire) (Tip: Locuire)                                | sat Porumbenii Mari, comuna Porumbeni       | Patru fântâni                     | geto-dacică                            |            | 46°17′26″N 25°08′52″E / 46.29061°N 25.14771°E | Încărcați imagine | Raportați eroare |
| 85216.08.01                               | Situl arheologic de la Porumbenii Mari - "Câmpia peretului" / ansamblu anonim (Categorie: locuire) (Tip: Locuire)                             | sat Porumbenii Mari, comuna Porumbeni       | Câmpia peretului                  |                                        |            |                                               | Încărcați imagine | Raportați eroare |
| 85216.08.02                               | Situl arheologic de la Porumbenii Mari - "Câmpia peretului" / ansamblu anonim (Categorie: locuire) (Tip: Locuire)                             | sat Porumbenii Mari, comuna Porumbeni       | Câmpia peretului                  | geto-dacică                            |            |                                               | Încărcați imagine | Raportați eroare |
| 85216.09.01                               | Situl arheologic de la Porumbenii Mari - "Crucea de Jos" / ansamblu anonim (Categorie: locuire) (Tip: Locuire)                                | sat Porumbenii Mari, comuna Porumbeni       | Crucea de Jos                     |                                        |            | 46°16′30″N 25°07′05″E / 46.27504°N 25.11806°E | Încărcați imagine | Raportați eroare |
| 85216.09.02                               | Situl arheologic de la Porumbenii Mari - "Crucea de Jos" / ansamblu anonim (Categorie: locuire) (Tip: Locuire)                                | sat Porumbenii Mari, comuna Porumbeni       | Crucea de Jos                     | geto-dacică                            |            | 46°16′30″N 25°07′05″E / 46.27504°N 25.11806°E | Încărcați imagine | Raportați eroare |
| 85216.09.03                               | Situl arheologic de la Porumbenii Mari - "Crucea de Jos" / ansamblu anonim (Categorie: locuire) (Tip: Locuire)                                | sat Porumbenii Mari, comuna Porumbeni       | Crucea de Jos                     | sec. XII-XIII                          |            | 46°16′30″N 25°07′05″E / 46.27504°N 25.11806°E | Încărcați imagine | Raportați eroare |
| 85216.10.01                               | Situl arheologic de la Porumbenii Mari - "Dealul Morii" / ansamblu anonim (Categorie: locuire) (Tip: Locuire)                                 | sat Porumbenii Mari, comuna Porumbeni       | Dealul Morii                      |                                        |            | 46°16′23″N 25°07′20″E / 46.27317°N 25.12222°E | Încărcați imagine | Raportați eroare |
| 85216.10.02                               | Situl arheologic de la Porumbenii Mari - "Dealul Morii" / ansamblu anonim (Categorie: locuire) (Tip: Locuire)                                 | sat Porumbenii Mari, comuna Porumbeni       | Dealul Morii                      |                                        |            | 46°16′23″N 25°07′20″E / 46.27317°N 25.12222°E | Încărcați imagine | Raportați eroare |
| 85216.11.01                               | Așezarea geto-dacică de la Porumbenii Mari - "Văgașul Cetății" / ansamblu anonim (Categorie: locuire civilă) (Tip: Așezare)                   | sat Porumbenii Mari, comuna Porumbeni       | Văgașul Cetății                   | geto-dacică sec. I î.Chr. - I d.Chr.   |            | 46°16′21″N 25°09′31″E / 46.2725°N 25.15865°E  | Încărcați imagine | Raportați eroare |
| 85216.12.01                               | Situl arheologic de la Porumbenii Mari - "Capelă" / ansamblu anonim (Categorie: locuire civilă) (Tip: Așezare)                                | sat Porumbenii Mari, comuna Porumbeni       | Capelă                            |                                        |            | 46°15′31″N 25°09′02″E / 46.25854°N 25.15064°E | Încărcați imagine | Raportați eroare |
| 85216.12.02                               | Situl arheologic de la Porumbenii Mari - "Capelă" / ansamblu anonim (Categorie: locuire civilă) (Tip: Așezare)                                | sat Porumbenii Mari, comuna Porumbeni       | Capelă                            |                                        |            | 46°15′31″N 25°09′02″E / 46.25854°N 25.15064°E | Încărcați imagine | Raportați eroare |
| 85216.13.01                               | Așezarea Coțofeni de la Porumbenii Mari - "Vatra Satului" / ansamblu anonim (Categorie: locuire civilă) (Tip: Așezare)                        | sat Porumbenii Mari, comuna Porumbeni       | Nr. 347, punct Vatra satului      | Coțofeni                               |            | 46°16′19″N 25°08′13″E / 46.27187°N 25.13688°E | Încărcați imagine | Raportați eroare |
| 85216.13.02                               | Așezarea Coțofeni de la Porumbenii Mari - "Vatra Satului" / ansamblu anonim (Categorie: locuire civilă) (Tip: Așezare)                        | sat Porumbenii Mari, comuna Porumbeni       | Nr. 347, punct Vatra satului      |                                        |            | 46°16′19″N 25°08′13″E / 46.27187°N 25.13688°E | Încărcați imagine | Raportați eroare |
| 85216.13.03                               | Așezarea Coțofeni de la Porumbenii Mari - "Vatra Satului" / ansamblu anonim (Categorie: locuire civilă) (Tip: Așezare)                        | sat Porumbenii Mari, comuna Porumbeni       | Nr. 347, punct Vatra satului      | sec. XII-XII                           |            | 46°16′19″N 25°08′13″E / 46.27187°N 25.13688°E | Încărcați imagine | Raportați eroare |
| 83384.03.01                               | Așezări neolitice la Păuleni - "Ciuc" / ansamblu anonim (Categorie: locuire civilă) (Tip: Așezare)                                            | sat Păuleni-Ciuc, comuna Păuleni-Ciuc       | Câmpul Cetății                    | Starčevo - Criș                        |            |                                               | Încărcați imagine | Raportați eroare |
| 83384.03.02                               | Așezări neolitice la Păuleni - "Ciuc" / ansamblu anonim (Categorie: locuire civilă) (Tip: Așezare)                                            | sat Păuleni-Ciuc, comuna Păuleni-Ciuc       | Câmpul Cetății                    | Petrești                               |            |                                               | Încărcați imagine | Raportați eroare |
| 85350.02                                  | Topoare eneolitice la Praid (Categorie: descoperire izolată) (Tip: obiect izolat)                                                             | sat Praid, comuna Praid                     | Nyaraspatakoldal, Nyirpatak       |                                        |            |                                               | Încărcați imagine | Raportați eroare |
| 85225.02.01                               | Tumulul roman de la Porumbenii Mici - Marginea Cetății / ansamblu anonim (Categorie: descoperire funerară) (Tip: Tumul)                       | sat Porumbenii Mici, comuna Porumbeni       | Marginea Cetății                  |                                        |            | 46°15′21″N 25°05′33″E / 46.25594°N 25.09247°E | Încărcați imagine | Raportați eroare |
| 85225.03                                  | Obiecte medievale la Porumbenii Mici (Categorie: descoperire izolată) (Tip: obiect izolat)                                                    | sat Porumbenii Mici, comuna Porumbeni       | Vatra satului, nr. 7 și 9         | sec. XIII, XVII-XVIII                  |            |                                               | Încărcați imagine | Raportați eroare |
| 85225.03.01                               | Obiecte medievale la Porumbenii Mici / ansamblu anonim (Categorie: descoperire izolată) (Tip: așezare deschisă)                               | sat Porumbenii Mici, comuna Porumbeni       | Vatra satului, nr. 7 și 9         |                                        |            |                                               | Încărcați imagine | Raportați eroare |
| 85225.03.02                               | Obiecte medievale la Porumbenii Mici / ansamblu anonim (Categorie: descoperire izolată) (Tip: așezare deschisă)                               | sat Porumbenii Mici, comuna Porumbeni       | Vatra satului, nr. 7 și 9         | sec. XIII, XVII-XVIII                  |            |                                               | Încărcați imagine | Raportați eroare |
| 85225.04.01                               | Biserica reformată de la Porumbenii Mici / ansamblu anonim (Categorie: structură de cult/religioasă) (Tip: biserică reformată)                | sat Porumbenii Mici, comuna Porumbeni       | Biserica Reformată                |                                        |            | 46°16′24″N 25°06′19″E / 46.27341°N 25.10525°E | Încărcați imagine | Raportați eroare |
| 85225.05.01                               | Așezarea preistorică de la Porumbenii Mici / ansamblu anonim (Categorie: locuire civilă) (Tip: neprecizat)                                    | sat Porumbenii Mici, comuna Porumbeni       | Lot-Telek                         |                                        |            | 46°16′21″N 25°05′58″E / 46.27253°N 25.09941°E | Încărcați imagine | Raportați eroare |
| 85225.05.02                               | Așezarea preistorică de la Porumbenii Mici / ansamblu anonim (Categorie: locuire civilă) (Tip: neprecizat)                                    | sat Porumbenii Mici, comuna Porumbeni       | Lot-Telek                         |                                        |            | 46°16′21″N 25°05′58″E / 46.27253°N 25.09941°E | Încărcați imagine | Raportați eroare |
| 85225.05.03                               | Așezarea preistorică de la Porumbenii Mici / ansamblu anonim (Categorie: locuire civilă) (Tip: neprecizat)                                    | sat Porumbenii Mici, comuna Porumbeni       | Lot-Telek                         |                                        |            | 46°16′21″N 25°05′58″E / 46.27253°N 25.09941°E | Încărcați imagine | Raportați eroare |
| 85225.05.04                               | Așezarea preistorică de la Porumbenii Mici / ansamblu anonim (Categorie: locuire civilă) (Tip: neprecizat)                                    | sat Porumbenii Mici, comuna Porumbeni       | Lot-Telek                         |                                        |            | 46°16′21″N 25°05′58″E / 46.27253°N 25.09941°E | Încărcați imagine | Raportați eroare |
| 85225.06.01                               | Situl de la Porumbenii Mici- Podul Puricilor / ansamblu anonim (Categorie: locuire) (Tip: sit)                                                | sat Porumbenii Mici, comuna Porumbeni       | Podul Puricilor                   | Cucuteni - Ariușd                      |            | 46°16′12″N 25°06′44″E / 46.27006°N 25.11228°E | Încărcați imagine | Raportați eroare |
| 85225.06.02                               | Situl de la Porumbenii Mici- Podul Puricilor / ansamblu anonim (Categorie: locuire) (Tip: sit)                                                | sat Porumbenii Mici, comuna Porumbeni       | Podul Puricilor                   | Coțofeni                               |            | 46°16′12″N 25°06′44″E / 46.27006°N 25.11228°E | Încărcați imagine | Raportați eroare |
| 85225.06.03                               | Situl de la Porumbenii Mici- Podul Puricilor / ansamblu anonim (Categorie: locuire) (Tip: sit)                                                | sat Porumbenii Mici, comuna Porumbeni       | Podul Puricilor                   | Wietenberg                             |            | 46°16′12″N 25°06′44″E / 46.27006°N 25.11228°E | Încărcați imagine | Raportați eroare |
| 85225.06.04                               | Situl de la Porumbenii Mici- Podul Puricilor / ansamblu anonim (Categorie: locuire) (Tip: sit)                                                | sat Porumbenii Mici, comuna Porumbeni       | Podul Puricilor                   |                                        |            | 46°16′12″N 25°06′44″E / 46.27006°N 25.11228°E | Încărcați imagine | Raportați eroare |
| 85225.06.05                               | Situl de la Porumbenii Mici- Podul Puricilor / ansamblu anonim (Categorie: locuire) (Tip: sit)                                                | sat Porumbenii Mici, comuna Porumbeni       | Podul Puricilor                   |                                        |            | 46°16′12″N 25°06′44″E / 46.27006°N 25.11228°E | Încărcați imagine | Raportați eroare |
| 85225.07                                  | Situl preistoric de la Porumbenii Mici (Categorie: locuire) (Tip: locuire)                                                                    | sat Porumbenii Mici, comuna Porumbeni       | Lacul Rogoz                       |                                        |            | 46°16′09″N 25°06′40″E / 46.26929°N 25.11114°E | Încărcați imagine | Raportați eroare |
| 85225.08.01                               | Drumul roman de la Porumbenii Mici / ansamblu anonim (Categorie: construcție) (Tip: Drum)                                                     | sat Porumbenii Mici, comuna Porumbeni       | Șosea                             |                                        |            |                                               | Încărcați imagine | Raportați eroare |
| 85225.08.02                               | Drumul roman de la Porumbenii Mici / ansamblu anonim (Categorie: construcție) (Tip: Drum)                                                     | sat Porumbenii Mici, comuna Porumbeni       | Șosea                             |                                        |            |                                               | Încărcați imagine | Raportați eroare |
| 85225.09                                  | Obiecte preistorice la Porumbenii Mici (Categorie: descoperire izolată) (Tip: obiect izolat)                                                  | sat Porumbenii Mici, comuna Porumbeni       |                                   |                                        |            |                                               | Încărcați imagine | Raportați eroare |
| 85225.10.01                               | Așezarea fortificată de la Porumbenii Mici / ansamblu anonim (Categorie: locuire civilă) (Tip: Așezare fortificată)                           | sat Porumbenii Mici, comuna Porumbeni       | Gura Porții Cetății               |                                        |            |                                               | Încărcați imagine | Raportați eroare |
| 83384.04                                  | Obiecte preistorice la Păuleni-Ciuc - "Pășune" (Categorie: descoperire izolată) (Tip: obiect izolat)                                          | sat Păuleni-Ciuc, comuna Păuleni-Ciuc       | Pășune                            |                                        |            |                                               | Încărcați imagine | Raportați eroare |
| 83384.05                                  | Fragmente ceramice dacice la Păuleni - "Dâmbul Mieilor" (Categorie: descoperire izolată) (Tip: obiect izolat)                                 | sat Păuleni-Ciuc, comuna Păuleni-Ciuc       | Dâmbul Mieilor                    | sec.II a. Chr-I p. Chr                 |            |                                               | Încărcați imagine | Raportați eroare |
| 83384.06                                  | Fragmente ceramice din epoca bronzului de la Păuleni - "Biserica Sf. Ioan" (Categorie: descoperire izolată) (Tip: obiect izolat)              | sat Păuleni-Ciuc, comuna Păuleni-Ciuc       | Biserica Sf. Ioan                 |                                        |            |                                               | Încărcați imagine | Raportați eroare |
| 83384.07.01                               | Așezarea medievală de la Păuleni / ansamblu anonim (Categorie: locuire civilă) (Tip: Așezare)                                                 | sat Păuleni-Ciuc, comuna Păuleni-Ciuc       |                                   |                                        |            |                                               | Încărcați imagine | Raportați eroare |
| 83384.08                                  | Denar roman republican la Păuleni (Categorie: descoperire izolată) (Tip: obiect izolat)                                                       | sat Păuleni-Ciuc, comuna Păuleni-Ciuc       | Albia Pârâului Eger               |                                        |            |                                               | Încărcați imagine | Raportați eroare |
| 83384.08.01                               | Denar roman republican la Păuleni / ansamblu anonim (Categorie: descoperire izolată) (Tip: Monetărie)                                         | sat Păuleni-Ciuc, comuna Păuleni-Ciuc       | Albia Pârâului Eger               |                                        |            |                                               | Încărcați imagine | Raportați eroare |
| 85298.01                                  | Obiecte preistorice la Plăieșii de Jos (Categorie: descoperire izolată) (Tip: obiect izolat)                                                  | sat Plăieșii de Jos, comuna Plăieșii de Jos | Damófarka                         |                                        |            |                                               | Încărcați imagine | Raportați eroare |
| 85298.02                                  | Obiecte preistorice la Plăieșii de Jos - "Cetatea Szetye" (Categorie: descoperire izolată) (Tip: obiect izolat)                               | sat Plăieșii de Jos, comuna Plăieșii de Jos | Cetatea Szetye                    |                                        |            |                                               | Încărcați imagine | Raportați eroare |
| 85298.03.01                               | Posibila așezare Wietenberg de la Plăieșii de Jos / ansamblu anonim (Categorie: locuire civilă) (Tip: Așezare)                                | sat Plăieșii de Jos, comuna Plăieșii de Jos | Pământul Alb                      | Wietenberg                             |            |                                               | Încărcați imagine | Raportați eroare |
| 85298.04.01                               | Așezarea dacică de la Plăieșii de Jos - "Gura Pârâului Szetye" / ansamblu anonim (Categorie: locuire civilă) (Tip: Așezare)                   | sat Plăieșii de Jos, comuna Plăieșii de Jos | Gura Pârâului Szetye              |                                        |            | 46°12′22″N 26°04′36″E / 46.20599°N 26.07679°E | Încărcați imagine | Raportați eroare |
| 85298.04.02                               | Așezarea dacică de la Plăieșii de Jos - "Gura Pârâului Szetye" / ansamblu anonim (Categorie: locuire civilă) (Tip: Așezare)                   | sat Plăieșii de Jos, comuna Plăieșii de Jos | Gura Pârâului Szetye              | sec.I a.Chr-I p. Chr                   |            | 46°12′22″N 26°04′36″E / 46.20599°N 26.07679°E | Încărcați imagine | Raportați eroare |
| 85298.05.01                               | Așezarea dacică de la Plăieșii de Jos - "Rétpatak töve" / ansamblu anonim (Categorie: locuire civilă) (Tip: Așezare)                          | sat Plăieșii de Jos, comuna Plăieșii de Jos | Rétpatak töve                     |                                        |            |                                               | Încărcați imagine | Raportați eroare |
| 85298.05.02                               | Așezarea dacică de la Plăieșii de Jos - "Rétpatak töve" / ansamblu anonim (Categorie: locuire civilă) (Tip: Așezare)                          | sat Plăieșii de Jos, comuna Plăieșii de Jos | Rétpatak töve                     | sec. I a. Chr-I p. Chr                 |            |                                               | Încărcați imagine | Raportați eroare |
| 85298.06.01                               | Așezarea de epoca fierului de la Plăieșii de Jos / ansamblu anonim (Categorie: locuire civilă) (Tip: Așezare)                                 | sat Plăieșii de Jos, comuna Plăieșii de Jos |                                   |                                        |            | 46°12′11″N 26°03′29″E / 46.20301°N 26.05801°E | Încărcați imagine | Raportați eroare |
| 85298.07.01                               | Denari romani la Plăieșii de Jos - "Dealul Popii" / ansamblu anonim (Categorie: descoperire izolată) (Tip: Monetărie)                         | sat Plăieșii de Jos, comuna Plăieșii de Jos | Dealul Popii                      |                                        |            |                                               | Încărcați imagine | Raportați eroare |
| 85332.01.01                               | Așezarea Wietenberg de la Plăieșii de Sus - "Küpüs Homloka" / ansamblu anonim (Categorie: locuire civilă) (Tip: Așezare)                      | sat Plăieșii de Sus, comuna Plăieșii de Jos | Küpüs Homloka                     | Wietenberg                             |            |                                               | Încărcați imagine | Raportați eroare |
| 85332.02.01                               | Capela Katalin de la Plăieșii de Sus / ansamblu anonim (Categorie: structură de cult/religioasă) (Tip: Capelă)                                | sat Plăieșii de Sus, comuna Plăieșii de Jos |                                   | sec. XIII                              |            |                                               | Încărcați imagine | Raportați eroare |
| 85332.03.01                               | Posibila cetate de la Plăieșii de Sus - "Cetatea de Piatră" / ansamblu anonim (Categorie: locuire civilă) (Tip: Cetate)                       | sat Plăieșii de Sus, comuna Plăieșii de Jos | Cetatea de Piatră                 |                                        |            |                                               | Încărcați imagine | Raportați eroare |
| 85332.04                                  | Vas dacic la Plăieșii de Sus (Categorie: descoperire izolată) (Tip: obiect izolat)                                                            | sat Plăieșii de Sus, comuna Plăieșii de Jos |                                   | sec I a. Chr-I p. Chr                  |            |                                               | Încărcați imagine | Raportați eroare |
| 85350.03                                  | Topor de piatră Coțofeni la Praid - "Trei Dealuri" (Categorie: descoperire izolată) (Tip: obiect izolat)                                      | sat Praid, comuna Praid                     | Trei Dealuri                      |                                        |            |                                               | Încărcați imagine | Raportați eroare |
| 85350.04                                  | Topor preistoric la Praid (Categorie: descoperire izolată) (Tip: obiect izolat)                                                               | sat Praid, comuna Praid                     |                                   |                                        |            |                                               | Încărcați imagine | Raportați eroare |
| 85350.05                                  | Topor preistoric la Praid - "Sf. Ladislau" (Categorie: descoperire izolată) (Tip: obiect izolat)                                              | sat Praid, comuna Praid                     | Sf. Ladislau                      |                                        |            |                                               | Încărcați imagine | Raportați eroare |
| 85350.06                                  | Obiect din epoca bronzului la Praid - "Câmpul Capelei" (Categorie: descoperire izolată) (Tip: obiect izolat)                                  | sat Praid, comuna Praid                     | Câmpul Capelei                    |                                        |            |                                               | Încărcați imagine | Raportați eroare |
| 85350.07                                  | Inel de bronz la Praid (Categorie: descoperire izolată) (Tip: obiect izolat)                                                                  | sat Praid, comuna Praid                     |                                   |                                        |            |                                               | Încărcați imagine | Raportați eroare |
| 85216.14.01                               | Așezarea preistorică de la Porumbenii Mari - "Lacul Racului" / ansamblu anonim (Categorie: locuire civilă) (Tip: Așezare)                     | sat Porumbenii Mari, comuna Porumbeni       | Lacul Racului                     |                                        |            | 46°17′30″N 25°08′23″E / 46.29156°N 25.13984°E | Încărcați imagine | Raportați eroare |